# Янково (Болгария)
Янково (болг. Янково) — село в Болгарии. Находится в Шуменской области, входит в общину Смядово. Население составляет 772 человека.

## Политическая ситуация
В местном кметстве Янково, в состав которого входит Янково, должность кмета (старосты) исполняет Цанка Николова Петрова (Болгарская социалистическая партия (БСП)) по результатам выборов правления кметства.
Кмет (мэр) общины Смядово — Севи Атанасов Севев (Болгарская социалистическая партия (БСП)) по результатам выборов в правление общины.